# Homalium intercedens
Homalium intercedens är en videväxtart som beskrevs av Herman Otto Sleumer. Homalium intercedens ingår i släktet Homalium och familjen videväxter. Inga underarter finns listade i Catalogue of Life.